# Solar do Barão de Jundiaí
O Solar do Barão de Jundiaí é um prédio de 1862 em Jundiaí, construído a mando de Antônio de Queiroz Teles, 1.° Barão de Jundiaí. O solar foi tombado pelo CONDEPHAAT em 1970, inscrito no número 12 da página 2 do Livro do Tombo Histórico. Desde 1982, funciona no local o Museu Histórico e Cultural de Jundiaí, cujo acervo é tombado a nível municipal.
O prédio tem uma planta térrea, construída em taipa de pilão, sendo considerado uma edificação típica do período cafeeiro do interior paulista do século XIX. A fachada possui dez janelas, com disposição simétrica em relação à porta frontal. O prédio mantém elementos originais, como paredes internas, esquadrias e adornos.